# USS Momsen (DDG-92)
USS Momsen (DDG-92) je torpédoborec třídy Arleigh Burke amerického námořnictva. Jedná se o šestadvacátý torpédoborec své třídy, který postavila společnost Bath Iron Works ve státě Maine. Svůj název nese po viceadmirálovi Charlesi Momsenovi, který se podílel na rozvoji amerického námořnictva mnoha vynálezy, mezi které patří „Momsenova plíce“.

## Stavba
Na vodu byla loď spuštěna v listopadu 2001 a do služby byla uvedena později, v srpnu 2004, ve floridském Panama City. Jejím prvním kapitánem byl jmenován velitel Edward Kenyon. V roce 2008 byla loď součástí Pacifického loďstva a jejím domovským přístavem byl Everett v americkém státě Washington.
Stavba této lodi a lodi USS Chafee byla zdokumentována od jejího počátku až po testovací plavby ve speciálním dokumentárním cyklu televize Discovery Channel, zvaném Destroyer: Forged in Steel. Lodi sice nikdo v seriálu nenazval jménem, v některých záběrech však byla vidět jejich označení.

## Služba

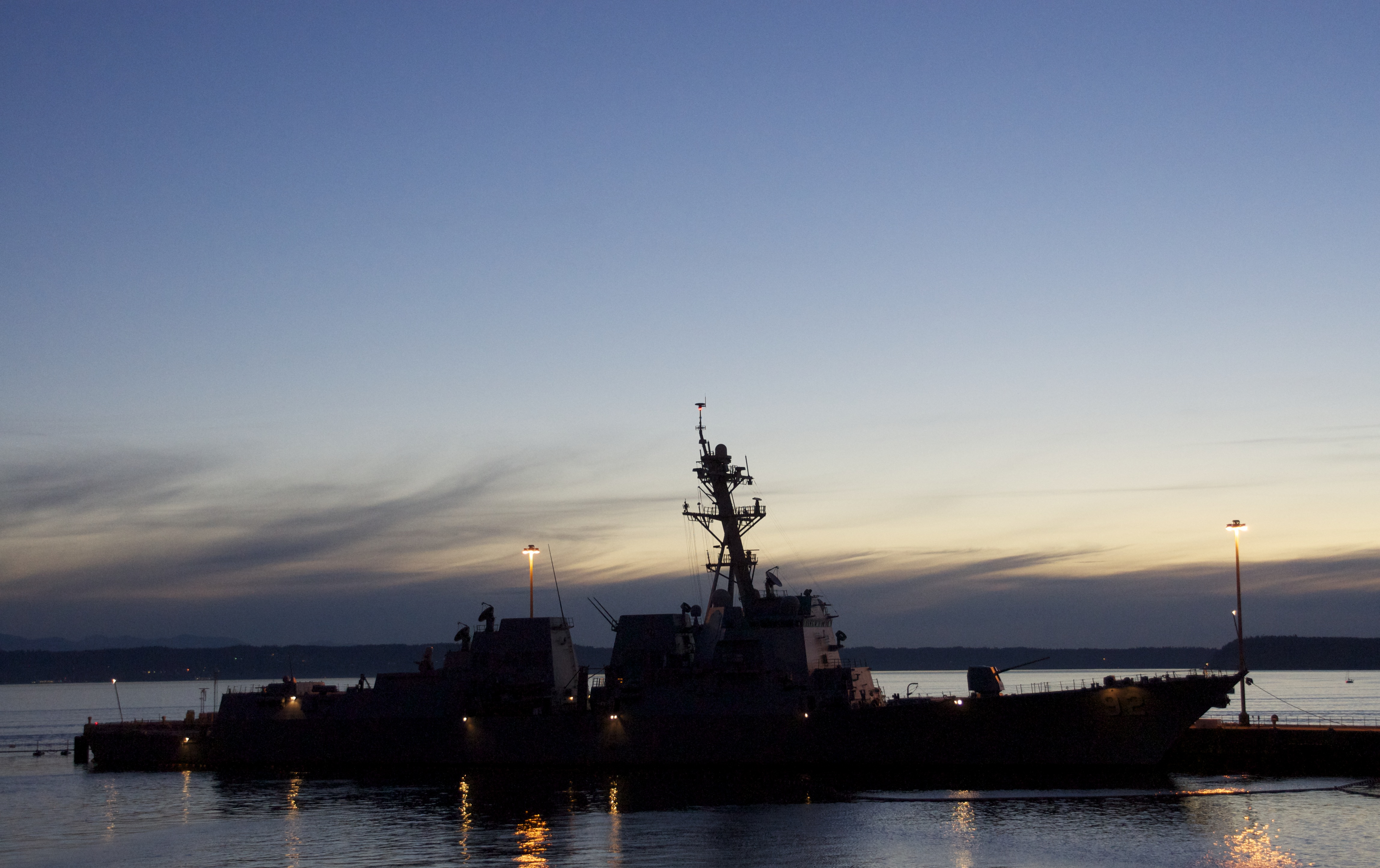
USS Momsen v námořní základně Everett v roce 2011

V dubnu 2006 loď opustila Everettskou námořní stanici na své první nasazení. Při šestiměsíční plavbě se loď zúčastnila výcviků a operací v Jihovýchodní Asii a v západním Pacifiku, v oblasti, kterou má na povel 7. loďstvo. V září 2006 se loď vrátila po úspěšném nasazení do domovského přístavu.
Druhé nasazení potkalo loď v březnu 2008, kdy byla částí skupiny letadlové lodi USS Abraham Lincoln. Při nasazení poskytovala důležitou humanitární pomoc dvěma cizím lodím – ztroskotané nákladní lodi s problémy s motorem a dříve unesené obchodní lodi, která potřebovala potravu, vodu a zdravotnickou péči. V říjnu 2008 se vrátila domů po šestiměsíčním nasazení.
V září 2009 loď podle dohadů najela na pevninu v kanadských vodách. Loď ale nebyla poškozena a tyto dohady nejsou nijak podložené.
V září 2010 loď vyplula na své třetí nasazení, opět jako část skupiny letadlové lodi USS Abraham Lincoln.
Kapitán lodi Jay Wylie byl v dubnu 2011 odvolán ze své pozice kvůli ztrátě důvěry v jeho velitelské schopnosti. V říjnu téhož roku se přiznal ke znásilnění, třem sexuálním útokům a třem činům, které jsou nevhodné pro důstojníky. Vojenský soud jej odsoudil ke 42 měsícům vězení a zbavení možnosti čerpat z námořnických benefitů.